# Wettengel Rugby Field
Wettengel Rugby Field – wielofunkcyjny stadion w Dededo na Guamie. Obecnie najczęściej używany do rozgrywania meczów piłki nożnej i rugby union. Swoje mecze rozgrywają na nim reprezentacja Guamu w rugby union oraz drużyna Guam Rugby Club. Stadion pomieści 1000 osób. Jest on nazwany imieniem byłego Morskiego Gubernatora Guam Ivana Wettengela.